# Marcha atlética
Marcha atlética é uma modalidade do atletismo onde se executa uma progressão de passos de maneira que o atleta sempre mantenha contacto com o solo com, pelo menos, um dos pés. A perna que avança tem de estar reta, (ou seja, não flexionada) desde o momento do primeiro contato com o solo até que se encontre em posição vertical.
Foi integrada aos Jogos Olímpicos em 1900 e, em 1992, passou a ser disputada também na categoria feminina.
As provas de marcha atlética são disputadas na distância de 20 km, feminino, e 20 km e 50 km masculino, que se realizam normalmente em um circuito na rua de no mínimo 1 km e no máximo 2,5 km. A marcha é uma atividade em que a resistência e a técnica do atleta são fundamentais.
O regulamento estabelece que os juízes de marcha têm que avisar aos atletas que por sua forma de marchar correm o risco de cometer alguma falta, e para isso utilizam placas amarelas com o símbolo de uma possível infração. No julgamento de Marcha, quando um atleta comete infração é anotado no quadro de advertências um cartão vermelho correspondente a infração cometida. Quando três juízes diferentes mostram os cartões vermelhos a um atleta, o juiz chefe procede a sua desqualificação.
O atual recorde mundial masculino na categoria de 20 km é do japonês Yuzuke Suzuke, com 1 h 16 min 36 s e nos 50 km pertence ao russo Denis Nizhegorodov, com 3 h 35 min 29 s.
O maior nome da marcha atlética em todos os tempos é o do polonês Robert Korzeniowski, tetracampeão olímpico e tricampeão mundial, nas duas distâncias, entre 1996 e 2004.
Caio Bonfim é o único esportista brasileiro e também o único lusófono até os dias de hoje a obter uma medalha olímpica nesse esporte, feito obtido nas olimpíadas de Paris 2024 na modalidade de 20 km marcha . 

## Modalidades olímpicas de marcha atlética
- 20 km marcha
- 50 km marcha